# Alice Teodorescu Måwe
Alice Alexandra Teodorescu Måwe (ur. 2 maja 1984 w Bukareszcie) – szwedzka prawniczka, publicystka i działaczka polityczna rumuńskiego pochodzenia, posłanka do Parlamentu Europejskiego X kadencji.

## Życiorys
Urodziła się w Rumunii, do Szwecji przyjechała z matką i siostrą w 1989, zamieszkała w Lund. Kształciła się w Katedralskolan w tym mieście, przez pewien czas pracowała jako nauczyciel zastępczy. Ukończyła następnie studia prawnicze na Uniwersytecie w Lund. Kształciła się również w ramach programu Stureakademin prowadzonego przez think tank Timbro. Pracowała jako specjalistka do spraw strategii komunikacji w organizacji pracodawców Svenskt Näringsliv.
Była organizatorką kobiecej sieci En plats i himlen för kvinnor som hjälper varandra. Zajęła się także dziennikarstwem, publikowała na łamach takich gazet jak „Svenska Dagbladet”, „Skånska Dagbladet”, „Barometern Oskarshamns-Tidningen” i „Aftonbladet”. Stała się regularną uczestniczką debat na tematy społeczne. Zyskała rozpoznawalność jako aktywna dyskutantka, reprezentująca prawą stronę sceny politycznej. W 2015 została redaktorką polityczną w „Göteborgs-Posten”. Odeszła z redakcji w 2019 w związku z objęciem funkcji sekretarza kierowanej przez Christofera Fjellnera grupy roboczej Umiarkowanej Partii Koalicyjnej do spraw nowego programu.
Była później redaktorką polityczną internetowego magazynu „Bulletin”, a także felietonistką serwisu internetowego dziennika „Expressen” oraz gazety „Dagens Nyheter”. Objęła kierownictwo działu PR w grupie edukacyjnej AcadeMedia. Współprowadziła cykl debat politycznych Teodorescu & Suhonen w SVT. Zakończyła współpracę z tą telewizją w styczniu 2024, gdy ogłoszono ją główną kandydatką Chrześcijańskich Demokratów w wyborach europejskich w tym samym roku. W wyniku głosowania z czerwca 2024 uzyskała mandat eurodeputowanej X kadencji.